# Picaflors de Mindoro
El picaflors de Mindoro (Dicaeum retrocinctum) és un ocell de la família dels diceids (Dicaeidae).

## Hàbitat i distribució
Habita els boscos de l'illa de Mindoro, a les Filipines.